# Sint-Luciakapel (Vertrijk)

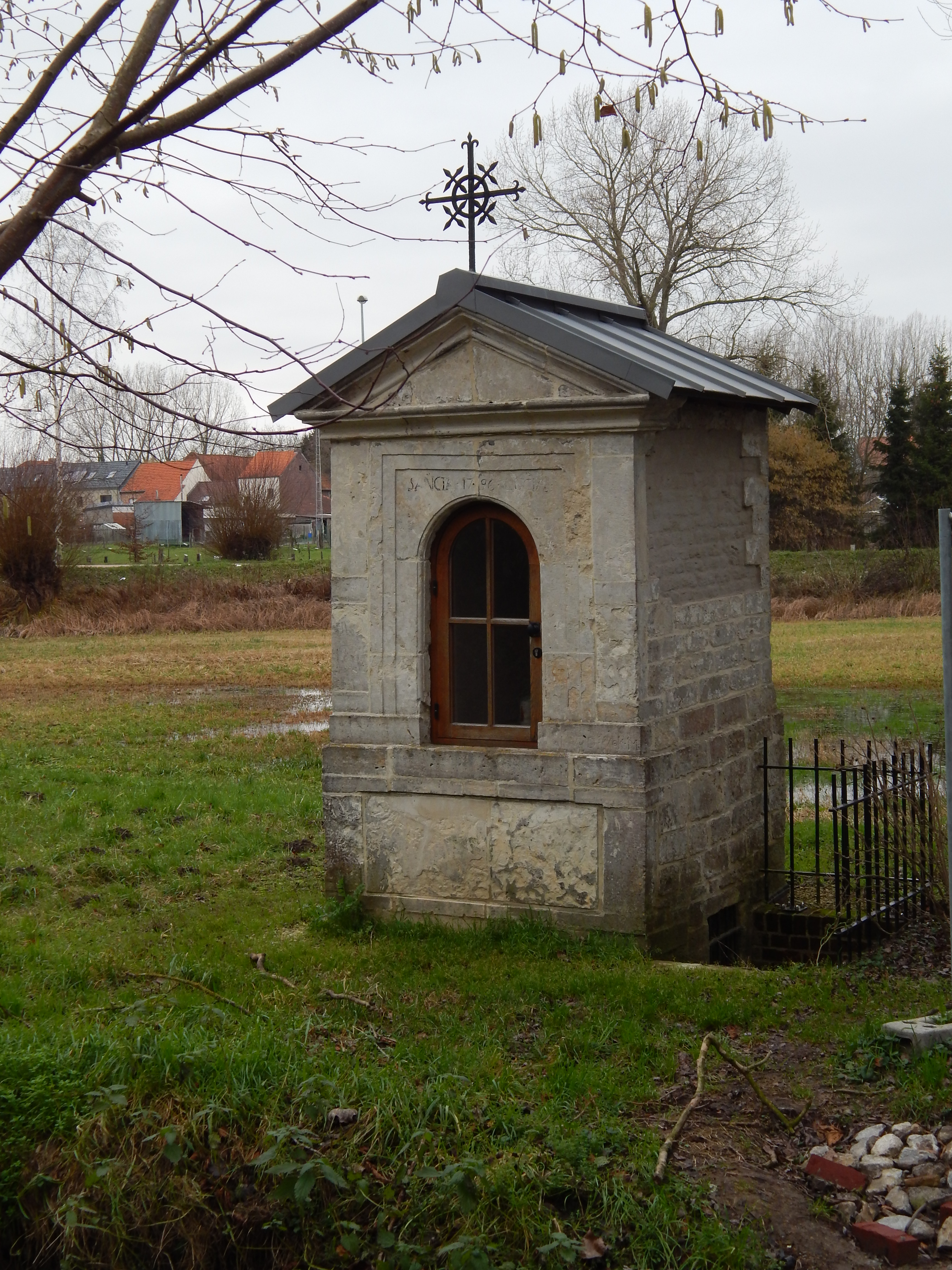
Sint-Luciakapel

De Sint-Luciakapel is een kapel in de tot de Vlaams-Brabantse gemeente Boutersem behorende plaats Vertrijk, gelegen aan de Stationsstraat/Kerkhofstraat.

## Geschiedenis
Al in 1370 was er een Sint-Lucia altaar in de Onze-Lieve-Vrouw-ten-Hemelopnemingkerk te Vertrijk. Waarschijnlijk kwam deze devotie voort uit de pestepidemieën die van 1315-1362 in deze streek heersten.
In 1514 werd voor het eerst melding gemaakt van een Sint-Luciabron. In 1796 werd boven deze borreput een kapel gebouwd. In de kapel stond een 15e-eeuws gepolychromeerd beeld van Sint-Lucia dat in 1971 naar de kerk werd overgebracht.
De kapel kwam uiteindelijk in bezit van Natuurpunt en ligt bij het natuurgebied Snoekengracht.

## Gebouw
De Sint-Luciakapel staat aan de Velp, waarheen een dalende weg langs kerk en kerkhof voert. Het eenvoudige rechthoekige gebouwtje, in classicistische stijl, is opgetrokken in Gobertangesteen. De voorgevel wordt bekroond door een driehoekig fronton. Het opschrift: IVDV KM betekent: Johannes Vandervorst Kerkmeester.
Onderaan de kapel leidt een trapje naar de wonderbaarlijke bron.